# ترافيس غولدن
ترافيس غولدن (بالإنجليزية: Travis Golden)‏ (14 مايو 1992 بأوستن في الولايات المتحدة - ) هو لاعب كرة قدم أمريكي في مركز الدفاع. لعب مع Austin Aztex ‏.

## وصلات خارجية
- ترافيس غولدن على موقع الدوري الأمريكي (الإنجليزية)
- ترافيس غولدن على موقع قاعدة بيانات كرة القدم.إي يو (الإنجليزية)